# Vällingasjön
Vällingasjön är en sjö i Ljungby kommun i Småland och ingår i Lagans huvudavrinningsområde. Sjön har en area på 0,0959 kvadratkilometer och ligger 143,9 meter över havet.

## Delavrinningsområde
Vällingasjön ingår i det delavrinningsområde (631787-139011) som SMHI kallar för Utloppet av Vällingasjön. Medelhöjden är 147 meter över havet och ytan är 0,33 kvadratkilometer. Det finns inga avrinningsområden uppströms utan avrinningsområdet är högsta punkten. Vattendraget som avvattnar avrinningsområdet har biflödesordning 2, vilket innebär att vattnet flödar genom totalt 2 vattendrag innan det når havet efter 131 kilometer. Avrinningsområdet består mestadels av skog (71 %). Avrinningsområdet har 0,1 kvadratkilometer vattenytor vilket ger det en sjöprocent på 29 %.